# معادله برنولی

معادله برنولی یا اصل برنولی در مکانیک سیالات رفتار شاره را در جریان یکنواخت توضیح می‌دهد و فرم ریاضی قانون بقای انرژی در سیالات است. به زبان ساده چنین است: در شاره‌ای که جریان دارد، افزایش سرعت جریان با کاهش فشار هم‌زمان است، به شرطی که ارتفاع سیال ثابت بماند. معادله برنولی بیان دقیق‌تر این اصل است، به عبارت دیگر اگر سرعت یک سیال افزایش پیدا کند، فشاری که بر یک سطح وارد می‌کند کاهش می‌یابد و بالعکس.
نام این اصل از نام ریاضی‌دان سوئیسی دانیل برنولی گرفته شده، اگر چه پیش از او لئونارد اویلر نیز آن را می‌دانستند.
این معادله که نشانگر بقای انرژی در سیالات است:
{\displaystyle {v^{2} \over 2}+gh+{P \over \rho }=b}
{\displaystyle v} سرعت شاره
{\displaystyle g} شتاب گرانش زمین
{\displaystyle h} ارتفاع از نقطه‌ای دلخواه در جهت گرانش زمین
{\displaystyle P} فشار در شاره
ρ چگالی شاره
و {\displaystyle b} عددی ثابت معروف به «ثابت برنولی» است.
معادله بالا به شرطی درست است که جریان پایا، ناکشسان و تراکم‌ناپذیر باشد و از اصطکاک صرف نظر کنیم و همچنین در مسیر حرکت سیال مبادله گرما یا کار نداشته باشد.
بیان هد این معادله که بیانگر بقا ارتفاع یا هد سیال است (و از تقسیم معادله بر شتاب گرانش بدست می‌آید) چنین است:
{\displaystyle P/(\rho g)+v^{2}/2g+z=constant\,}
در این رابطه {\displaystyle P} فشار، {\displaystyle \rho } چگالی، {\displaystyle g} شتاب گرانش زمین، {\displaystyle v} سرعت حرکت سیال و {\displaystyle z} ارتفاع سیال از سطح مبنا است. به هر ترم از رابطه فوق هد گفته می‌شود؛ بنابراین عبارت {\displaystyle P/Rg\,} هد فشار، {\displaystyle V^{2}/2g\,} هد سرعت و {\displaystyle z} را هد ارتفاع می‌نامند. براساس این رابطه برای یک سیال همواره مجموع سه هد فشار، سرعتی و ارتفاع مقدار ثابتی است.
از آنجا که در تمام کاربردهای عملی ما با اصطکاک (جریان‌های کشسان) روبرو هستیم و از طرفی جهت جابجایی سیال باید از وسایلی مانند پمپ جهت افزایش انرژی سیال استفاده کنیم و همچنین اگر دمای سیال با دمای محیط متفاوت باشد انتقال گرما هم خواهیم داشت، بنابراین از رابطه اصلاح شده به فرم زیر استفاده می‌کنیم:
{\displaystyle Q-W+H=d(P/(Rg)+V^{2}/2g+z)\,}
که در این رابطه {\displaystyle Q}  هد مقدار گرمای منتقل شده، {\displaystyle W} هد کار انجام شده و {\displaystyle H} هد اتلافات انرژی ناشی از اصطکاک است. منظور از {\displaystyle d} در طرف دوم نیز تغییرات بین دو نقطه دلخواه در مسیر است.

## مثال‌هایی از اصل برنولی
قطاری که به سرعت حرکت می‌کند، می‌تواند شخصی را که زیادی نزدیک آن ایستاده را به خود جذب کند که اگر سبب تصادف شود، بسیار خطرناک است؛ بنابراین جذب یک دوچرخه سوار توسط یک ماشین سنگین که به سرعت از نزدیک آن می‌گذرد نیز دور از ذهن نیست! تند آبها و گردابها نیز به همین دلیل، شناگران را به میان خود می‌کشند و حتی غرق می‌کنند.بخشی از نیروی بالابری هواپیما نیز با اصل برنولی کار می‌کند طراحی بال به گونه‌ای است که تندی هوا در بالای بال بیشتر از پایین بال است پس فشار هوای بالای بال کمتر از فشار هوا در پایین بال است و نیروی خالصی به نام نیروی بالابری در هواپیما ایجاد خواهد شد.
شخصی که در اتومبیل سیگار می‌کشد وشیشه سمت خود را اندکی پایین می‌دهد دود سیگار به سمت بیرون مکش می‌شود که این ناشی از اختلاف فشار بیرون و داخل اتومبیل می‌باشد که این اختلاف فشار ناشی از سرعت اتومبیل است